# Stadtwerke Essen

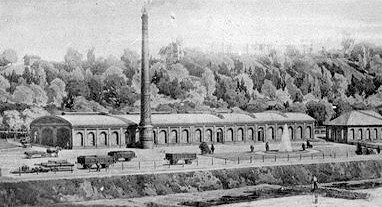
Erstes Wasserwerk in Essen, um 1870

Die Stadtwerke Essen AG ist der Energieversorger für die Stadt Essen in den Bereichen Gas, Heizwärme, Strom und Trinkwasser. An 365 Tagen im Jahr und rund um die Uhr beliefern die Stadtwerke Essen die Verbraucherinnen und Verbraucher mit Energie und frischem Trinkwasser. Außerdem kümmern sie sich um den Betrieb, die Pflege und die Wartung des Abwassernetzes und bieten verschiedene Services und Dienstleistungen im Bereich Energie. 
In den Bereichen Gas und Trinkwasser sind die Stadtwerke nicht nur Lieferant, sondern auch Netzbetreiber.
Die Hauptverwaltung der Stadtwerke Essen liegt an der Rüttenscheider Straße in Essen. Hier befindet sich auch das Kundenzentrum des Energieversorgers, in dem sich Kundinnen und Kunden rund um ihre Energieversorgung informieren können.

## Geschichte
Vorausgegangen ist den Stadtwerken Essen die Essener Gasgesellschaft, gegründet am 30. Januar 1855, und das am 20. Oktober 1864 in Betrieb gegangene Wasserwerk für die Stadt Essen nach den Plänen des englischen Ingenieurs Moore. Durch die Zusammenlegung dieser beiden Unternehmen im März 1867 unter der Bezeichnung Städtisches Gas- und Wasserwerk entstand der Vorgänger der heutigen Stadtwerke. 1978 erfolgte die Änderung in den heute bekannten Unternehmensnamen „Stadtwerke Essen“.
Die Stadtwerke Essen werden seit 1979 als Aktiengesellschaft geführt.
Das ehemalige Wasserwerk der Stadt Essen gehörte bis Ende 2012 zur Route der Industriekultur. 
2017 feierten die Stadtwerke Essen ihr 150-jähriges Jubiläum.

## Leistungsumfang
Erdgas:
- 1.385 km Erdgasnetz
- 1.926.000.000. kWh Absatz p. a.

Wasser:
- 1.851 km Trinkwassernetz
- 36.000.000 m³ p. a.

Abwasser:
- 1.643 km Kanalnetz
- 60.400.000 m³ Niederschlag und Schmutzwasser p. a.

Strom:
- 170.000.000 kWh Absatz p. a.

### Erdgasversorgung
Der Großteil der Haushaltskunden im Essener Stadtgebiet bezieht ihr Erdgas von den Stadtwerken Essen. Damit sind die Stadtwerke gemäß Energiewirtschaftsgesetz der Grundversorger in diesem Bereich. 
Zudem betreiben die Stadtwerke Essen das 1.385 Kilometer lange Essener Erdgasnetz.

### Trinkwasserversorgung
Die Stadtwerke Essen sind der Trinkwasserversorger für Essen und verantwortlich für die Kontrolle, Pflege, Erweiterung und Instandsetzung des Wasserversorgungsnetzes in Essen. 2003 gründeten die Stadtwerke Essen AG und die Gelsenwasser AG die gemeinsame Wassergewinnung Essen GmbH mit Sitz in Essen und bündelten damit ihre Aktivitäten im Verbundwasserwerk zur Wassergewinnung an der Ruhr. Beide Unternehmen sind zu je 50 Prozent an der GmbH beteiligt. Das Verbundwasserwerk Essen ist eine der modernsten Aufbereitungsanlagen Europas. Hier wird das Rohwasser in einem aufwändigen Verfahren vielen Aufbereitungsschritten unterzogen und im Anschluss über das rund 1.851 Kilometer lange Versorgungsnetz zu den Essener Bürgerinnen und Bürgern transportiert.

### Abwasserentsorgung
Die Stadtwerke Essen kümmern sich um die permanente Kontrolle, Instandhaltung, Optimierung und Erweiterung des Essener Abwasserkanalnetzes. Damit das 1.643 Kilometer lange Kanalnetz reibungslos funktioniert, sind regelmäßige Baumaßnahmen am Kanalnetz erforderlich. Dazu verlegen die Stadtwerke Essen im ganzen Stadtgebiet neue Abwasserkanäle, reparieren vorhandene Leitungen und setzen sie instand.

### Stromversorgung
Mit EssenStrom bieten die Stadtwerke Essen ihren Kundinnen und Kunden 100 % Ökostrom, der aus Wasser-, Wind- und/oder Solarkraft gewonnen wird.

### Wärme-Contracting
Sowohl für Kleinanlagen als auch für Großanlagen bieten die Stadtwerke Essen ein Wärme-Contracting an. Das Contracting von Heizungsanlagen ist ein Komplettpaket, das Privathaushalte und Unternehmen für ihre Wärmeversorgung nutzen können. Dabei übernehmen die Stadtwerke Essen Beratung, Planung, Bau, Versorgung und Wartung der Anlage. Im Gegensatz zum Kauf einer Heizungsanlage haben Hauseigentümer und Unternehmer so nicht nur eine geringere finanzielle Last, sondern entledigen sich zahlreicher zeitintensiver Aufgaben.

## Anteilseigner
(Quelle: )
- Essener Versorgungs- und Verkehrsgesellschaft mbH (EVV): Aktionärin der Stadtwerke Essen AG zu 51 Prozent. Die EVV ist eine 100-prozentige Tochter der Stadt Essen.
- westenergie AG: Aktionärin der Stadtwerke Essen AG zu 29 Prozent.
- Thüga AG: Aktionärin der Stadtwerke Essen AG zu 20 Prozent.

## Unternehmensbeteiligungen
(Quelle:)
- Wassergewinnung Essen GmbH, Gesellschaft der Stadtwerke Essen AG und der Gelsenwasser AG zu jeweils gleichen Teilen, 50 %
- infralogistik ruhr GmbH, die infralogistik ruhr GmbH ist eine 100%ige Tochter der Stadtwerke Essen AG
- Entwässerung Essen GmbH (EEG), die EEG ist eine 100%ige Tochter der Stadtwerke Essen AG
- KGE – Kommunale Gasspeicher gesellschaft Epe mbH & Co KG (KGE): 12,5 %
- KGBE – Kommunale Gasspeicher Beteiligungsgesellschaft Epe mbH, (KGBE): 12,5 %
- KSBG – Stadtwerke Konsortium Rhein-Ruhr – Kommunale Beteiligungsgesellschaft mbH & Co. KG: 15 %
- erneuerbare Energien – Thüga Erneuerbare Energien GmbH und Co. KG: Gemeinschaftsunternehmen der Thüga-Gruppe, an dem die Stadtwerke Essen AG zu rund 0,5 % beteiligt ist
- Iqony Fernwärme Essen GmbH & Co. KG, 50 %
- Iqony Fernwärme Essen Verwaltungs GmbH, 50 %